# Жан-Батист
Жан-Батист (фр. Jean-Baptiste, французька вимова: [ʒɑ̃ batist] ⓘ) — чоловіче французьке ім'я, що походить від Івана Хрестителя (лат. Ioannes Baptista). Іноді скорочується до Батист.

## Відомі особи

### Ім'я
- Карл XIV Юхан Бернадот (Жан-Батист Жюль Бернадот) — маршал Франції, король Швеції та Норвегії.
- Жан-Батист Багаза — політичний діяч та президент Бурунді.
- Жан-Батист Бессьєр — військовий діяч часів Першої Французької імперії, маршал Франції, герцог.
- Жан-Батист Біо — французький фізик, геодезист і астроном.
- Жан-Батист Буссенго — французький учений, один із засновників агрохімії.
- Жан-Батист-Каміль Коро — французький живописець, один із засновників французького реалістичного пейзажу XIX століття.
- Жан-Батист Карпо — французький скульптор, живописець і графік.
- Жан-Батист Шарко — французький полярний дослідник, океанограф, медик і спортсмен.
- Жан-Батист Беланже — французький інженер, математик і гідромеханік.
- Жан-Батист Кольбер — французький державний діяч.
- Жан-Батист Дені — французький лікар, здійснив перше задокументоване переливання крові людині.
- Жан-Батист Донасьєн де Рошамбо — французький шляхтич і генерал.
- Жан-Батист Дюма — французький хімік.
- Жан-Батист Жирар — французький полководець, дивізійний генерал, барон, пер Франції, учасник революційних та наполеонівських воєн.
- Жан-Батист Гранж — французький гірськолижник, чемпіон світу.
- Жан-Батист Грез — французький художник.
- Жан-Батист Гіме — французький хімік, відомий як розробник ультрамарину.
- Жан-Батист Гут — французький художник-портретист.
- Жан-Батист Анрі Лакордер — французький католицький проповідник, член Французької академії; відновник ордена Домініканців у Франції.
- Жан-Батист Янссенс — бельгійський єзуїт, двадцять сьомий Генерал Товариства Ісуса.
- Жан-Батист Жозеф Фур'є — французький математик і фізик.
- Жан-Батист Журдан — французький військовий діяч, маршал й пер Франції.
- Жан-Батист Клебер — французький полководець і головнокомандувач.
- Жа-Батист Ламарк — французький зоолог, анатом, натураліст.
- Жан-Батист Ле-Мойн де Б'єнвілль — колоніст та губернатор французької Луїзіани.
- Жан-Батист Люллі — французький композитор, скрипаль, танцюрист, диригент і педагог італійського походження.
- Жан-Батист Моньє — французький співак та актор.
- Жан-Батист Нолен — французький картограф, гравер та видавець.
- Жан-Батист Удрі — французький художник-декоратор.
- Жан-Батист Уедраого — колишній президент Верхньої Вольти.
- Жан-Батист Пігаль — французький скульптор.
- Жан-Батист Пуен дю Сабль — чорношкірий трапер, який першим оселився і мешкав понад 20 років на місці, де тепер розташоване місто Чикаго.
- Мольєр (Жан-Батист Поклен) — французький письменник, драматург, актор, один із засновників «Блискучого Театру»
- Жан-Батист Реньйо — французький художник та викладач.
- Жан-Батист Руссо — французький драматург і поет.
- Жан-Батист Сей — французький економіст, представник класичної школи економічної науки.
- Жан-Батист Сімеон Шарден — французький художник.
- Жан-Батист Таверньє — французький купець.
- Жан-Батист Вакет да Грибоваль — французький артилерійський офіцер.
- Жан-Батист Війом — французький скрипковий майстер.

### Прізвище
- Меріанн Жан-Батист — англійська акторка, співачка, авторка пісень, композиторка та режисерка.
- Саша Жан-Батист — шведська хореографка, танцюристка і шоу-продюсерка.

### Вигадані персонажі
- Жан-Батист Кламанс — персонаж роману Альбера Камю «Падіння».